# 杜祖健
杜 祖健（と そけん、英語: Anthony TU (アンソニー・トゥー)、1930年8月12日 - 2024年11月1日）はアメリカの化学者。コロラド州立大学名誉教授、元千葉科学大学教授。毒性学および生物兵器・化学兵器の専門家として知られ、松本サリン事件解明のきっかけを作った。

## 経歴
1930年、薬理学者・杜聡明の三男として、台北市で生まれた。父も毒物の研究者であり、中国革命完遂のため袁世凱をコレラ菌で毒殺しようとしたこともあった。台北市樺山小学校、台北一中を経て、台湾大学理学部に進む。1953年に大学を卒業。
大学卒業後はアメリカに渡り、ノートルダム大学、スタンフォード大学、エール大学で化学と生化学を研修。ヘビ毒に関する毒物研究を専門とした。1957年に日系アメリカ人女性と結婚。ユタ州立大学で教職を得て、1967年にコロラド州立大学に移籍。1992年、天然毒素専門の出版社「Alaken, Inc」を設立。1998年にコロラド州立大学を退任し、名誉教授となった。2004年、千葉科学大学に創設された危機管理学部の教授に就任。順天堂大学の客員教授も務めた。また、日米平和・文化交流協会理事も務めた。
2024年11月1日の夜、静養先のハワイ・ホノルルで死去。94歳没。
趣味はピアノの演奏。日本領有時代の台湾で教育を受けている関係で、流暢な日本語を話すことができる。

## 受賞・栄典
- 2009年：旭日中綬章を受章[9]。

## 研究内容・業績
- 専門は、毒性学および生物兵器・化学兵器である。日本で一般によく知られているのは、オウム真理教による一連のサリン事件で、日本の警察当局にサリンの分析方法を指導するなどした点である。

### オウム真理教事件解決との関わり
- 松本サリン事件が起こった1994年、日本の化学専門誌『現代化学』の依頼で、論文「猛毒『サリン』とその類似体」を寄稿した。その中の「土壌中のサリン分解物によるサリンの検出法」に注目した警察庁科学警察研究所（角田紀子所長・当時）のために、アメリカ陸軍からサリン分解物の土壌中での毒性や分析法を解説した資料30枚を入手し、研究所に提供した。同年秋、警察当局は山梨県の旧上九一色村にあったオウム真理教の施設付近の土壌中からサリン分解物を検出することに成功し、これが教団とサリンとを結びつけるきっかけのひとつとなった[10]。
- 2011年には、サリン製造の中心人物だった教団元幹部の中川智正死刑囚と東京拘置所で面会し、教団による殺人事件に使用されたVXガスが、自分の論文をヒントに製造されたことを知り[10]、以降、頻繁に中川と面会するようになる。
- 2018年3月13日の14回目の面会時には中川より身辺整理を始めたことを明かされ、これが最後の面会になるかもしれないと告げられた[11]。翌14日より他のオウム真理教の死刑囚とともに、中川は東京拘置所を離れ別の拘置所に移送されたと報じられ[12]、約3か月半後の7月6日に移送先の広島拘置所で死刑が執行された[13]。

### 金正男殺害事件解明との関わり
- 2017年2月13日に金正男がVXガスで殺害された事件をめぐって、同年4月13日、中川が「北朝鮮がオウムのまねをした」との見方を示しているということのほか、「中国人民解放軍は使用せず、アメリカ陸軍が使う手法」、「北朝鮮の化学兵器はかなり進歩していると思う」と証言していることを明かした[14]。同年9月11日、中川との13回目の面会を果たし、中川が「国際連合を通じてマレーシア政府からVXガスの中毒症状について問い合わせを受けた」と述べたことを明らかにしている[15]。

## 著作

### 著書
- 『毒蛇の博物誌』講談社、1984年。
- 『中毒学概論　－毒の科学－』薬業時報社、1999年。
- 『化学・生物兵器概論』薬業時報社、2001年。
- 『事件からみた毒　トリカブトからサリンまで』化学同人、2001年。
- 『生物兵器、テロとその対処法』薬業時報社、2002年。
- 『サリン事件の真実』新風舎文庫、2005年。
- 『サリン事件 科学者の目でテロの真相に迫る』 東京化学同人、2014年。
- 『サリン事件死刑囚 中川智正との対話』 角川書店、2018年。